# 滨海旅游区
滨海旅游区，原为天津市滨海新区的一个功能区，后并入中新天津生态城，总规划面积100平方公里，其中围海造陆75平方公里，陆上25平方公里，国家海洋博物馆坐落于此。滨海旅游区重点建设主题公园娱乐游、海上娱乐休闲游、海上休闲度假游、海上高端商务游、生态湿地休闲游、海上健身游等旅游项目，以滨海航母主题公园和影视文化主题公园为核心，开发军事体验、影视文化等休闲娱乐项目。目前，有发现王国主题公园在此选址。
2014年1月，根据天津市委、市政府批复《深化滨海新区管理体制改革总体方案》，滨海旅游区100平方公里和中心渔港经济区18平方公里并入中新天津生态城管理范围。

## 區內場所
- 媽祖文化經貿園：由大甲鎮瀾宮投資興建[2]